# Szewierdaki
Szewierdaki (biał. Шавердакі; ros. Шевердаки) – wieś na Białorusi, w obwodzie grodzieńskim, w rejonie werenowskim, w sielsowiecie Żyrmuny.
W dwudziestoleciu międzywojennym leżały w Polsce, w województwie nowogródzkim, w powiecie lidzkim, w gminie Żyrmuny.
Z Szewierdaków pochodził Wiktor Ciereszko – żołnierz Wojska Polskiego, obrońca Westerplatte.